# Alvia
Alvia je vlak velike brzine španjolske željezničke kompanije Renfe. Posebnost ovih vlakova je mogućnost promjene širine kolosijeka. Moguća je promjena na normalnu širinu kolosijeka na mreži AVE, kao i postavljanje širokog kolosijeka, koji je standard na Iberskoj šinskoj mreži.
Posebno karakteristično za ove vlakove je to, da u vrlo kratkom vremenu mogu promijeniti širinu kolosijeka (između 1435 mm (normalna širina) i 1668 mm (široki kolosijek) ), korištenjem tehnologije tehnologije VGA .

## Vozila

### Serija 120
- brojnost: 12 (45 dodatnih naručeno)
- brzina putovanja: 250 km/h (normalna širina kolosijeka), 220 km/h (široki kolosijek)

### Serija 130
- brojnost: 45
- brzina putovanja: 250 km/h (normalna širina kolosijeka), 220 km/h (široki kolosijek)

## Vanjske poveznice
- Renfe Alvia na službenim stranicama